# Megascelis subtilis
Megascelis subtilis är en skalbaggsart som beskrevs av Karl Henrik Boheman 1859. Megascelis subtilis ingår i släktet Megascelis och familjen bladbaggar. Inga underarter finns listade i Catalogue of Life.